# میووستووو (استان لهستان بزرگ‌تر)
میووستووو (به لاتین: Miłostowo) یک روستا در لهستان است که در گمینا کویلچ واقع شده‌است.